# Westermannia obsoleta
Westermannia obsoleta är en fjärilsart som beskrevs av Embrik Strand 1917. Westermannia obsoleta ingår i släktet Westermannia och familjen trågspinnare. Inga underarter finns listade i Catalogue of Life.